# Jean Filion
Pour les articles homonymes, voir Filion.
Jean Filion, né le 22 mars 1951 à Québec, est un fiscaliste et homme politique québécois.